# Constant Proportion Portfolio Insurance
Un Constant Proportion Portfolio Insurance (acrònim: CPPI) és un tipus de valor derivat financer que crea exposició a una inversió mentre redueix el risc i garanteix el capital invertit. Un CPPI és creat amb l'adquisició d'un bo cupó zero, i amb els guanys generats es genera el palancajament.